# Владимир Гранов
Владимир Александре Гранов (на френски: Wladimir Alexandre Granoff) е френски психиатър и психоаналитик от руски произход.

## Биография
Роден е на 7 септември 1924 година в Страсбург, Франция. След гимназията започва да учи медицина и психиатрия в Лион и довършва образованието си в Париж. Започва да учи психоанализа в Парижкото психоаналитично общество (ППО), където обучаващ аналитик му е Марк Шлумбергер, контролната анализа е направлявана от Морис Буве и Жак Лакан, а личната контролна анализа от Франсис Паше. Малко преди разпада на обществото през 1953 г. той застава начело на група студенти, между които Серж Льоклер и Франсоа Перие, които се противопоставят на института. Тази група по-късно е наречена „тройката“. Напускайки ППО влизат във Френското психоаналитично общество, продължавайки да работят заедно.
Заедно с Виктор Смирноф през 1963 г. пише „История на психоанализата във Франция“, с която книга двамата искат да покажат главно на англо-американската общност от психоаналитици оригиналността и самобитността на френската психоанализа. През 1964 г. основава Френска психоаналитична асоциация.
Умира на 2 февруари 2000 година в Ньой сюр Сен на 75-годишна възраст.